# Arp 96
Arp 96 ist die Bezeichnung einer interagierendes Galaxienpaar im Sternbild Kepheus, welche aus einer Spiralgalaxie und einer elliptischen Galaxie besteht und zusammen als Arp 96 katalogisiert ist. Halton Arp gliederte seinen Katalog ungewöhnlicher Galaxien nach rein morphologischen Kriterien in Gruppen. Diese Galaxie gehört zu der Klasse Spiralgalaxien mit einem elliptischen Begleiter auf einem Arm.